# Horní Kněžeklady
Horní Kněžeklady là một làng thuộc huyện České Budějovice, vùng Jihočeský, Cộng hòa Séc.